# Thorsten Rohwer
Thorsten Rohwer (* 18. Oktober 1976) ist ein ehemaliger deutscher Fußballspieler.

## Karriere
Rohwer spielte in seiner Jugend für den MTSV Hohenwestedt, den Itzehoer SV und den Büdelsdorfer TSV. 1996 wechselte er zu Holstein Kiel. Bei den „Störchen“ blieb er – abgesehen von einem zweijährigen Intermezzo bei den Amateuren von Werder Bremen – bis 2011. Dabei machte er mehrere Auf- und Abstiege mit. 2011 wechselte er in die Verbandsliga zum SC Comet Kiel. Dieser schloss sich 2012 mit dem SV Ellerbek zur SG Ellerbek/Comet zusammen. Die Saison 2013/14 und die Saison 2014/15 pausierte Rohwer. In der Saison 2015/16 spielte er in der Hinserie dann noch einmal zehn Spiele für den Fünftligisten FC Kilia Kiel. Zu Beginn des Jahres 2016 beendete er seine Karriere.